# Gremsdorf
Gremsdorf – miejscowość i gmina w Niemczech, w kraju związkowym Bawaria, w rejencji Środkowa Frankonia, w regionie Industrieregion Mittelfranken, w powiecie Erlangen-Höchstadt, wchodzi w skład wspólnoty administracyjnej Höchstadt an der Aisch. Leży około 10 km na północny zachód od Erlangen, nad rzeką Aisch, przy autostradzie A3, drodze B470 i linii kolejowej Forchheim – Höchstadt an der Aisch.

## Dzielnice
W skład gminy wchodzą następujące dzielnice: Gremsdorf, Krausenbechhofen i Poppenwind.

## Polityka
Wójtem jest Waldemar Kleetz. Rada gminy składa się z 12 członków:
|      | Blok Obywatelski | WG Buch | FWG | Razem     |
| 2002 | 5                | 5       | 2   | 12 miejsc |

## Oświata
(na 1999)

W gminie znajduje się 50 miejsc przedszkolnych (48 dzieci).